# Iosafat Kunțevici
Iosafat Kunțevici (în ucraineană Йосафат Кунцевич, în bielorusă Язафат Кунцэвіч, în poloneză Jozafat Kuncewicz; n. 1580, Volodimir-Volinski, azi în Ucraina - d. 12 noiembrie 1623, Vitebsk, Uniunea Polono-Lituaniană, azi Belarus) a fost din 1618 arhiepiscop greco-catolic de Poloțk, ucis pe 12 noiembrie 1623 de adversarii unirii cu Roma.
În anul 1643 a fost canonizat ca fericit, iar în 1867 ca primul sfânt greco-catolic al Bisericii Catolice.
Este sărbătorit pe 12 noiembrie.

## Galerie de imagini

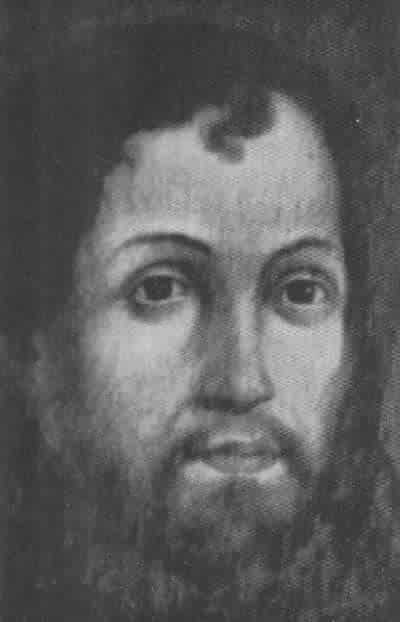
Iosafat Kunțevici
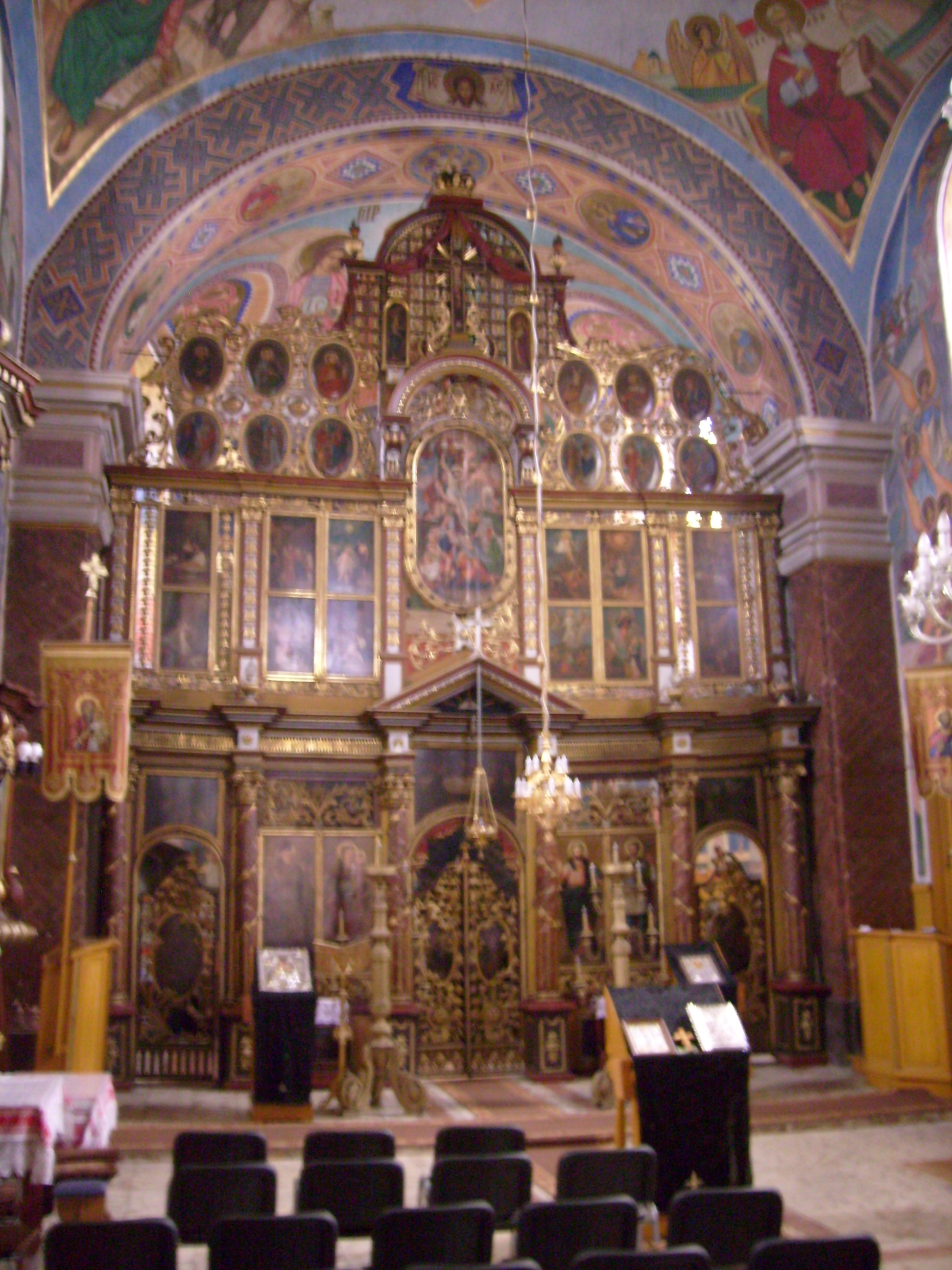
Altarul Bisericii Sf. Dumitru din Beiuș, cu relicve ale sfântului Iosafat Kunțevici.